# Акхиок (Аляска)
Акхиок (англ. Akhiok, алют. Kasukuak) — город второго уровня в Кадьяк-Айленд, США. Акхиок — самый южный населённый пункт острова Кадьяк. Население  — 68 человек (оценка, 2019 год). Акхиок, не имеющий почты, находится в сельской местности, имеет почтовый индекс 99615, принадлежащий Кадьяку. Поселок иногда называют Алитак (англ. Alitak) из-за близлежащего залива.

## Расположение и климат
Акхиок имеет координаты: 56.945560° с. ш., 154.17028° з. д. 
По данным Бюро переписи населения США, город имеет общую площадь 26,4 км2
Акхиок расположен на самом юге острова Кадьяк, у заливе Алитак. Он расположен в 130 км к юго-западу от города Кадьяк, и в 550 км к юго-западу от Анкориджа.
На острове Кадьяк преобладает морской климат. Осадки выпадают умеренно, часто возникает облачность. Сильные штормы преобладают с декабря по февраль. Годовое количество осадков — 890 мм. Температура колеблется от -4 до 12 °C.

## История и культура
Жители деревни в получают основной заработок, занимаясь рыболовством хозяйственной деятельностью. Деревня Кашукугнуит была занята русскими войсками в начале XIX века. Впервые отмечена Лисянским в 1814 г. под названием эским. Oohaiack. Изначально, население деревни охотилось на морскую выдру (калана). Название Акхиок деревня получила по переписи 1880 года. В 1881 году жители были переселены на эту территорию. В 1900 году местными жителями, прихожанами русской православной церкви, была построена часовня Покровской Божией Матери. Почтовое отделение появилось в 1933 году. Жители посёлка Кагьяк переехали в деревню после Великого Аляскинского землетрясения 1964 года. Статус города второго уровня поселение получило в 1972 году.

## Демография
По данным переписи населения, в 2000 году население города составляло 80 человек. Плотность населения составляет 3,9 чел./км²). 86,25% — коренные американцы.
Из 25 семей 36% имели детей в возрасте до 18 лет, ещё 36% составляли супружеские пары, живущие вместе, 20% женщины проживали без мужей, и 32% не имели семьи.
35% населения города моложе 18 лет, 17,5% в возрасте от 18 до 24 лет, 26,3% — от 25 до 44 лет, 16,3% от 45 до 64 лет, 5% — 65 лет и старше. Средний возраст — 24 года. На каждые 100 женщин приходилось 122,2 мужчин. На каждые 100 женщин возрастом 18 лет и старше приходилось 108 мужчин.
Средний доход на одно домашнее хозяйство в городе составил $33,438, а средний доход на одну семью — $37,813. Мужчины имели средний доход в размере $25,417, женщины — $6,250. Доход на душу населения для города составлял $8,473. 5,3% семей и 9,9% населения живут ниже черты бедности.

## Экономика и транспорт
Пять жителей имеют коммерческое разрешение на рыбную ловлю. Почти все жители Акхиока зависят от рыболовства и охоты. Охота ведётся в основном на  лосося, краба, креветок, моллюсков, уток, тюленей, оленей, зайцев и медведей. Город сильно пострадал от разлива нефти танкера Эксон Вальдес
В город можно добраться только по воздуху и воде, Эир Сервис предлагает регулярные пассажирские перевозки. Более того, имеют место регулярные и чартерные рейсы из города Кадьяк. Имеется государственная взлётно-посадочная полоса, а также база гидросамолётов в Мозер-Бэй. 

## Дополнительная информация
Жители деревни используются в качестве примера в книге Элементарная статистика для студентов (англ. Elementary Statistics for College Students; 6-е издание, 2004).